# UR-200

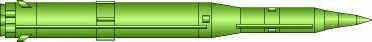
UR-200

UR-200 byla mezikontinentální balistická střela (ICBM) vyvinutá v Sovětském Svazu v kanceláři OKB-52 Vladimirem Čelomejem. Během studené války byla známa pod kódovým označením NATO jako SS-10 Scrag a interně potom dle GRAU indexu jako 8K81.
První start proběhl 4. listopadu 1963 z Kosmodromu Bajkonur. Devátý a poslední let byl uskutečněn dne 20. října 1964.

## Popis
UR-200 byla dvoustupňová mezikontinentální balistická střela (ICBM) na kapalný pohon.
Byla schopna pojmout kolem 3175 kg nákladu a mohla být vypouštěna jak přímo z rampy, tak z raketového sila postaveného pro raketu R-16 .

## FOBS
FOBS (Fractional Orbital Bombardment System) byl sovětský program mající za cíl umístit jadernou hlavici na nízkou oběžnou dráhu Země ve výšce okolo 150 km, aby ji bylo možné zaslat nad nepřátelské území z jakéhokoli směru a s vyhnutím se radarovým systémům nepřítele. UR-200 byla jedním z několika typů rakety navržené pro tento účel. Dalšími byly 8K713 a R-36. Využití rakety UR-200 pro FOBS bylo zrušeno v říjnu 1964, kdy byl odstaven od moci Nikita Chruščov.

## Uživatelé
- Sovětský Svaz